# Amr Gamal
Amr Gamal (arabe : عمرو جمال), est un joueur de football égyptien né le 3 août 1991 en Égypte, qui évolue actuellement au Club Sportif Sfaxien prêté de Al Ahly pour un an avec option d'achat

## Biographie
Amr Gamal fait ses débuts avec Al Ahly en 2013 en rentrant lors d'un match contre Ghazl El Mahallah. Il inscrit le but de la victoire à la 90e minute.
Lors de la Supercoupe Africaine 2014, il inscrit un doublé contre le CS SFaxien, et permet à son équipe de remporter le match 3-2.

### En sélection
Amr Gamal est sélectionné pour la première fois en équipe nationale, par Shawky Gharib, pour un match amical contre la Bosnie-Herzégovine. Cela fait suite à ses très bonnes performances en club.

## Palmarès

### En club
- Al Ahly
  - Supercoupe de la CAF :
    - Vainqueur (1) : 2014

  - Coupe de la Confédération : 
    - Vainqueur (1) : 2014

  - Championnat d'Egypte :
    - Champion (3) : 2014, 2016, 2017